# Pavillon allemand de Barcelone
 (janvier 2020).
Si vous disposez d'ouvrages ou d'articles de référence ou si vous connaissez des sites web de qualité traitant du thème abordé ici, merci de compléter l'article en donnant les références utiles à sa vérifiabilité et en les liant à la section « Notes et références ».

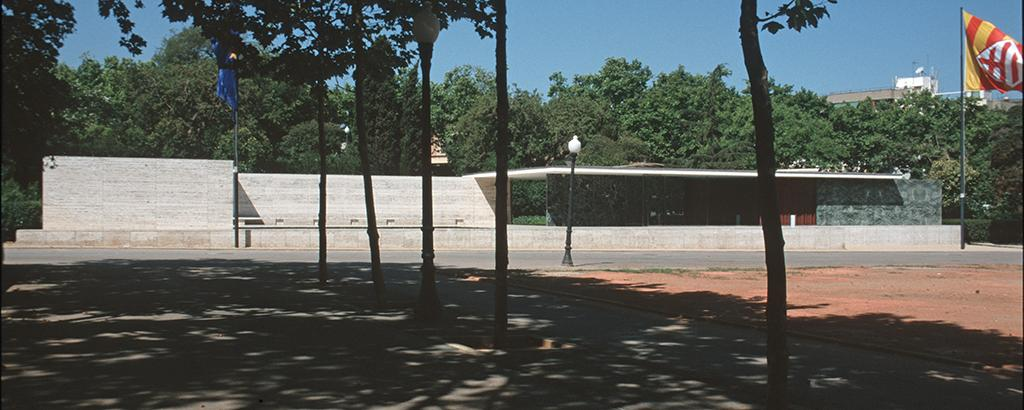
Le pavillon de Barcelone

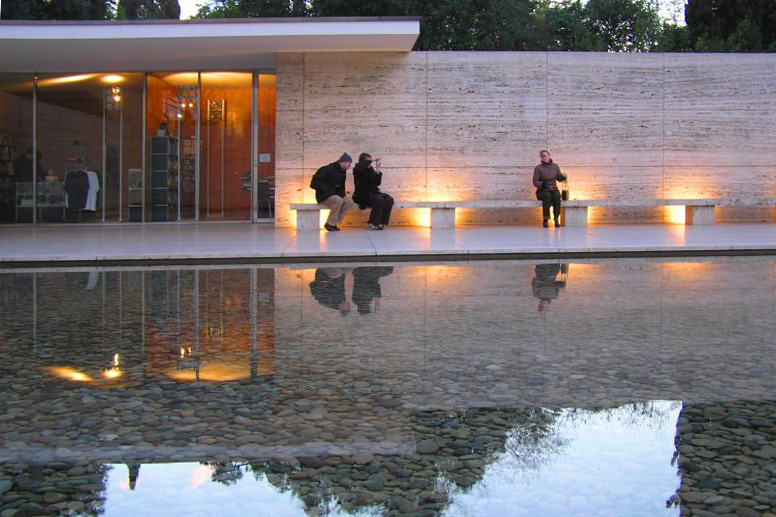
Intérieur, le long du bassin

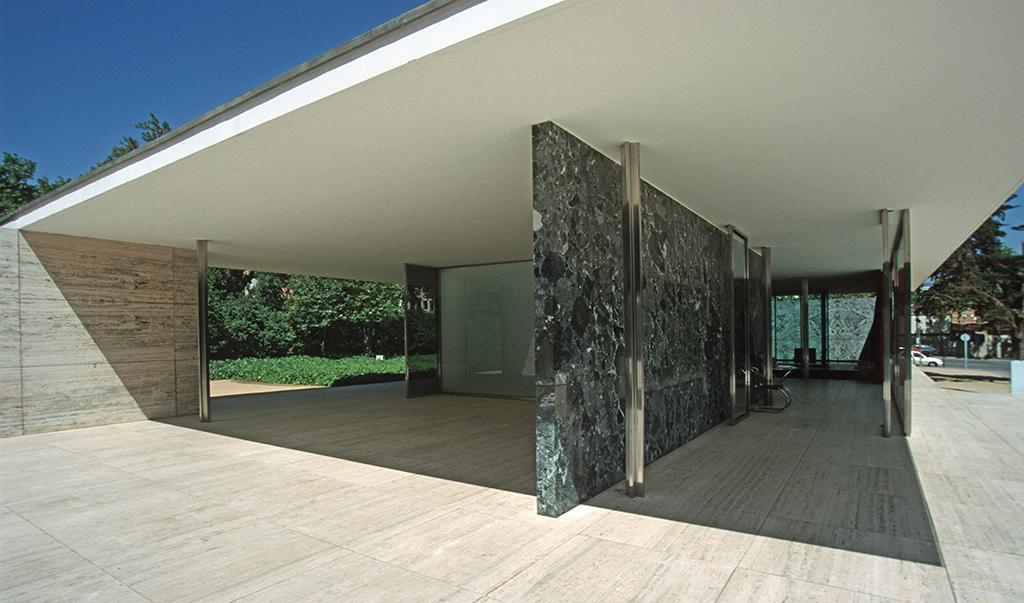
Toit plat, trame de poteaux et cloisons cadrant les vues

Le Pavillon de Barcelone ou Pavillon allemand est un édifice de la ville de Barcelone, situé sur l'avenue de la Reine Marie-Christine à Montjuïc.
Il est la copie à l'identique du pavillon allemand de l’exposition internationale de 1929, conçu par Mies van der Rohe et Lilly Reich.

## Historique
Le pavillon allemand est construit pour l'Exposition internationale de 1929 afin d'accueillir la réception officielle réunissant le roi Alphonse XIII et les autorités allemandes. Par son côté innovant, le pavillon est alors censé représenter le caractère démocratique et progressiste de la République de Weimar.
Le pavillon est démantelé dès la fin de l’exposition, mais une copie à l'identique est reconstruite entre 1983 et 1986 sur le même emplacement, sur la place Carles Buïgas dans le parc de Montjuïc, sous la conduite des architectes Cristian Cirici, Fernando Ramos et Ignasi de Solà-Morales d'après les plans originaux.

## Architecture
Construit au pied du Palais national et à proximité directe du Village espagnol, son aspect tranche avec celui de l'architecture des bâtiments alentour, construits pour la même exposition.
L'alliance de ses formes simples, de principes constructifs novateurs et de matériaux plutôt luxueux comme le marbre, le travertin ou l'onyx rouge, font du Pavillon allemand l'un des monuments les plus emblématiques de l’histoire de l’architecture moderne.
Le pavillon a permis à Mies van der Rohe d’expérimenter deux principes architecturaux : le plan libre et la fluidité de l’espace.
- Le plan libre[4] procède de la libération des murs de leur fonction porteuse. Les murs deviennent alors des parois légères dont le rôle se résout à la partition et la délimitation des espaces.
- La fluidité des espaces fait s’interpénétrer l’intérieur et l’extérieur grâce aux murs rendus presque transparents par des façades en verre et de fins porteurs métalliques. Des concepts et éléments stylistiques semblables se retrouvent dans la villa Tugendhat construite à la même époque.

Le bâtiment repose sur un large socle longeant un bassin. La structure en elle-même est constituée de huit poteaux en acier à section cruciforme portant un toit plat, avec de grandes baies vitrées et quelques cloisons allant du sol au plafond. L’impression qui se dégage est celle d’un jeu de plans perpendiculaires assemblés en trois dimensions. Le sol, le toit et les parois n’enferment pas les visiteurs mais qualifient l’espace en le délimitant. Le tout donne une structure claire qui rend possible une cohérence d'ensemble entre les différents espaces.
Dans la partie extérieure se trouve un bassin au milieu duquel est érigé Der Morgen (le matin), un bronze du sculpteur Georg Kolbe représentant sa femme.
Les innovations et la qualité d'exécution du pavillon de Barcelone devaient symboliser la capacité de production de l’industrie et de l’artisanat allemands.
Mies dessina la chaise Barcelone (Barcelona n° MR90) pour ce pavillon et deux d'entre elles devaient servir de trône à la famille royale espagnole lors de leur visite de l’exposition.